# Aaron Esterson
Pour les articles homonymes, voir Esterson.
Aaron Esterson, né le 23 septembre 1923 et mort le 15 avril 1999, est un psychiatre britannique en activité à Glasgow.
Avec Ronald Laing, il est l'un des fondateurs de la Philadelphia Association qui a pour but de créer des lieux d’accueils pour des patients schizophrènes. Trois maisons communautaires ont ainsi été ouvertes dont la plus connue est le Kingsley Hall (en) qui a fonctionné pendant cinq ans. Le travail effectué dans cet établissement est relaté par Mary Barnes dans son ouvrage Un voyage à travers la folie.